# Niecy Nash
Niecy Nash-Betts, de son vrai nom Carol Denise Ensley, est une actrice et animatrice de télévision américaine née le 23 février 1970 à Los Angeles en Californie.
Elle est notamment connue pour avoir présenté l'émission de télévision américaine Clean House, de 2003 à 2010, grâce à laquelle elle remporte un Emmy Awards en 2010.
En tant qu'actrice, elle est principalement connue pour avoir jouée le rôle de la députée Raineesha Williams dans la série télévisée Reno 911, n'appelez pas ! (2003-2009) et son adaptation cinématographique. Elle reçoit des critiques positives pour son interprétation et est nommée pour deux Primetime Emmy Award de la meilleure actrice dans un second rôle dans une série télévisée comique ainsi qu'une nomination pour un Critics' Choice Television Award de la meilleure actrice dans un second rôle dans une série télévisée comique pour son rôle de Didi Ortley dans la série télévisée Getting On (en) (2013-2016).
Elle est aussi connue pour avoir joué dans la sitcom The Soul Man (2012-2016) et dans la série télévisée Scream Queens (2015-2016).
Depuis 2017, elle est l'actrice principale de la série Claws. En 2019, elle est nommée pour le Primetime Emmy Award de la meilleure actrice dans une mini-série ou un téléfilm grâce à sa participation à l'acclamé drame socio-politique, Dans leur regard.

## Biographie

### Enfance et formation
Niecy Nash est née à Los Angeles en Californie. Elle est diplômée de l'Université d'État de Californie à Dominguez Hills. À la suite de la mort de son frère dans une fusillade, elle devient le porte-parole de M.A.V.I.S (Mothers Against Violence In Schools soit Mères contre la violence à l'école), une organisation fondée par sa mère en 1993. Le but de l'organisation est d'informer les jeunes contre la violence sur les campus scolaires

### Carrière

#### Débuts et révélation en tant qu'animatrice et actrice
Niecy Nash commence sa carrière d'actrice en 1995 avec un rôle mineur dans le film Avec ou sans hommes. À la télévision, elle enchaîne les interventions dans des séries installées comme New York Police Blues, Les Experts, Reba, Amy, Phénomène Raven et beaucoup d'autres. 

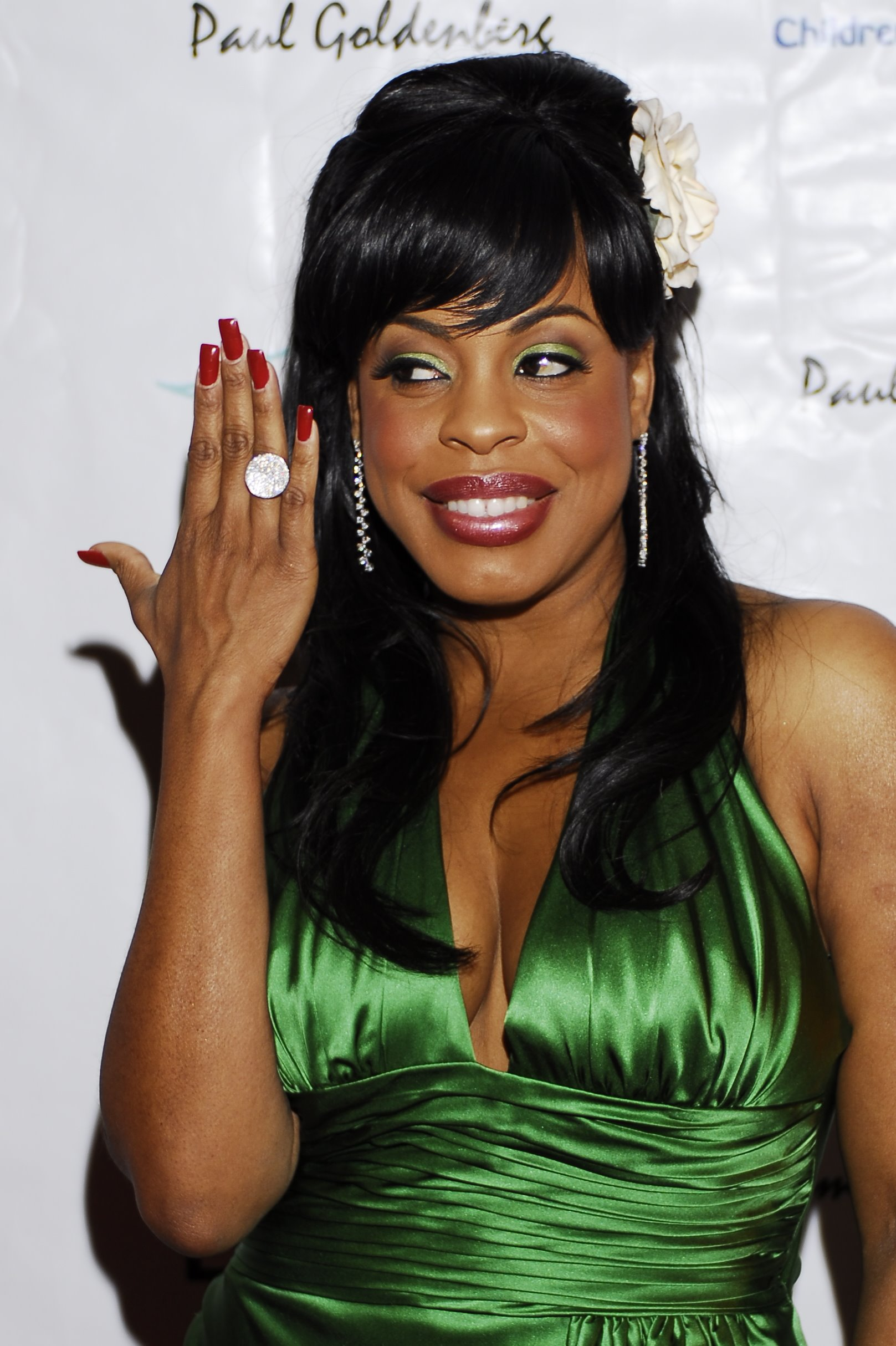
Niecy Nash, lors de la soirée organisée après les Oscars du cinéma 2007.

En 1999, elle décroche son premier rôle récurrent dans une série télévisée avec City of Angels. Elle joue dans 4 épisodes.
En 2003, elle décroche son premier rôle principal à la télévision et se fait connaitre du grand public en jouant le Députée Raineesha Williams dans la série télévisée Reno 911, n'appelez pas !, diffusée sur Comedy Central. La série sera un succès et durera 6 saisons et connaîtra même une adaptation cinématographique en 2007, intitulée Alerte à Miami : Reno 911 !. Niecy Nash reçoit le Gracie Allen Award de la meilleure actrice dans un second rôle dans une série télévisée comique.

Entre-temps, elle apparaît régulièrement dans The Bernie Mac Show, entre 2003 et 2005. 

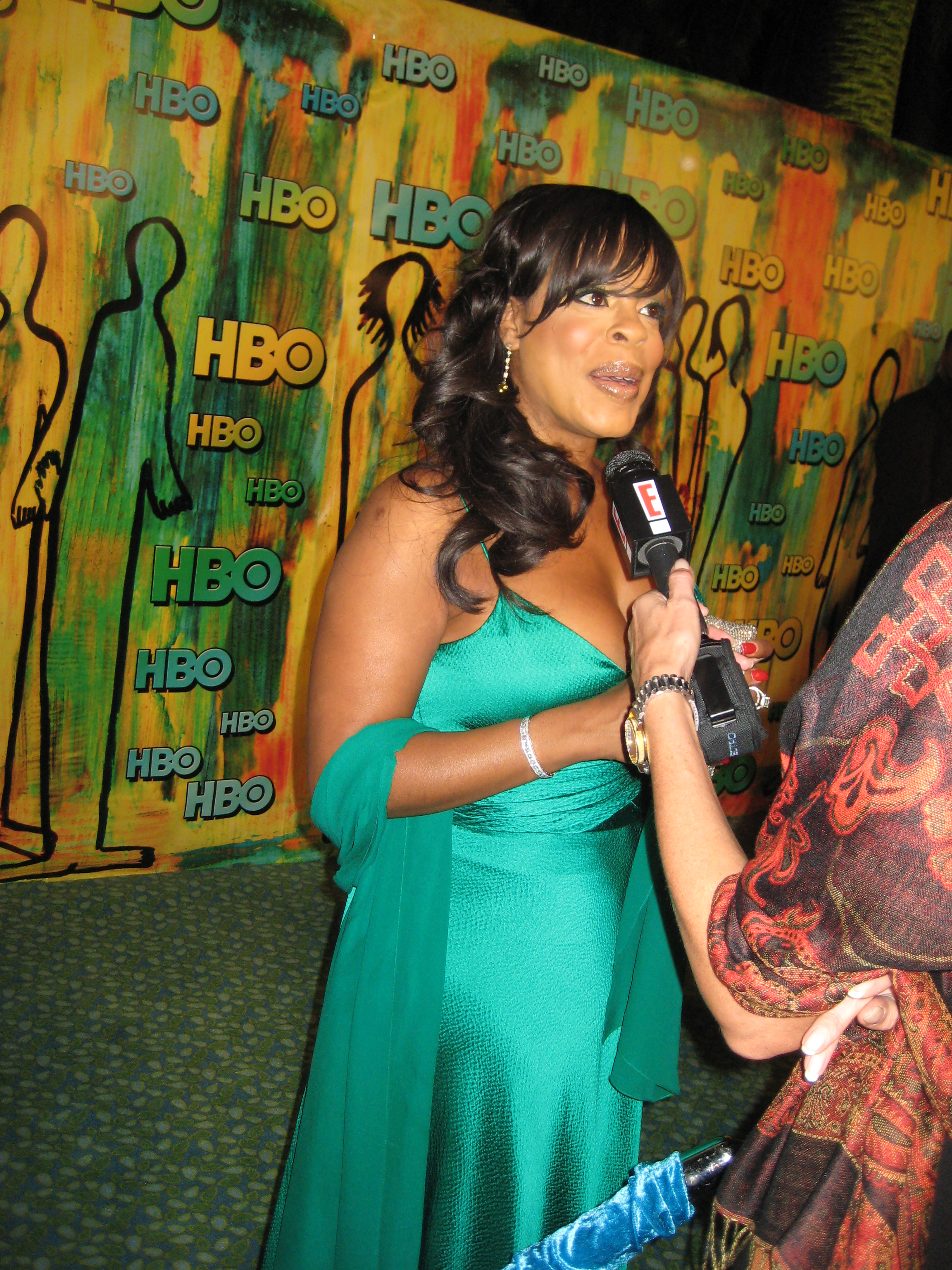
Niecy Nash aux Primetime Emmy Awards en 2008.

Parallèlement à son rôle dans la série, Niecy devient la présentatrice de l’émission de décoration Clean House sur Style Network, ce qui lui permet de recevoir un Daytime Emmy Award en 2010. Elle enchaîne aussi les apparitions dans diverses séries télévisées ainsi que plusieurs rôles récurrents, très souvent en tant que comédienne de doublage pour des séries télévisées d'animation, puis en 2008, elle rejoint la distribution de la série Do Not Disturb, annulée avant la fin de sa première saison.

En mars 2010, Niecy participe à la dixième saison de Dancing with the Stars avec comme partenaire, le danseur Louis Van Amstel. Elle fut éliminée à l'issue de la septième émission, terminant à la cinquième place du podium de la saison. Toujours en 2010, elle quitte la présentation de Clean House après 9 saisons. 

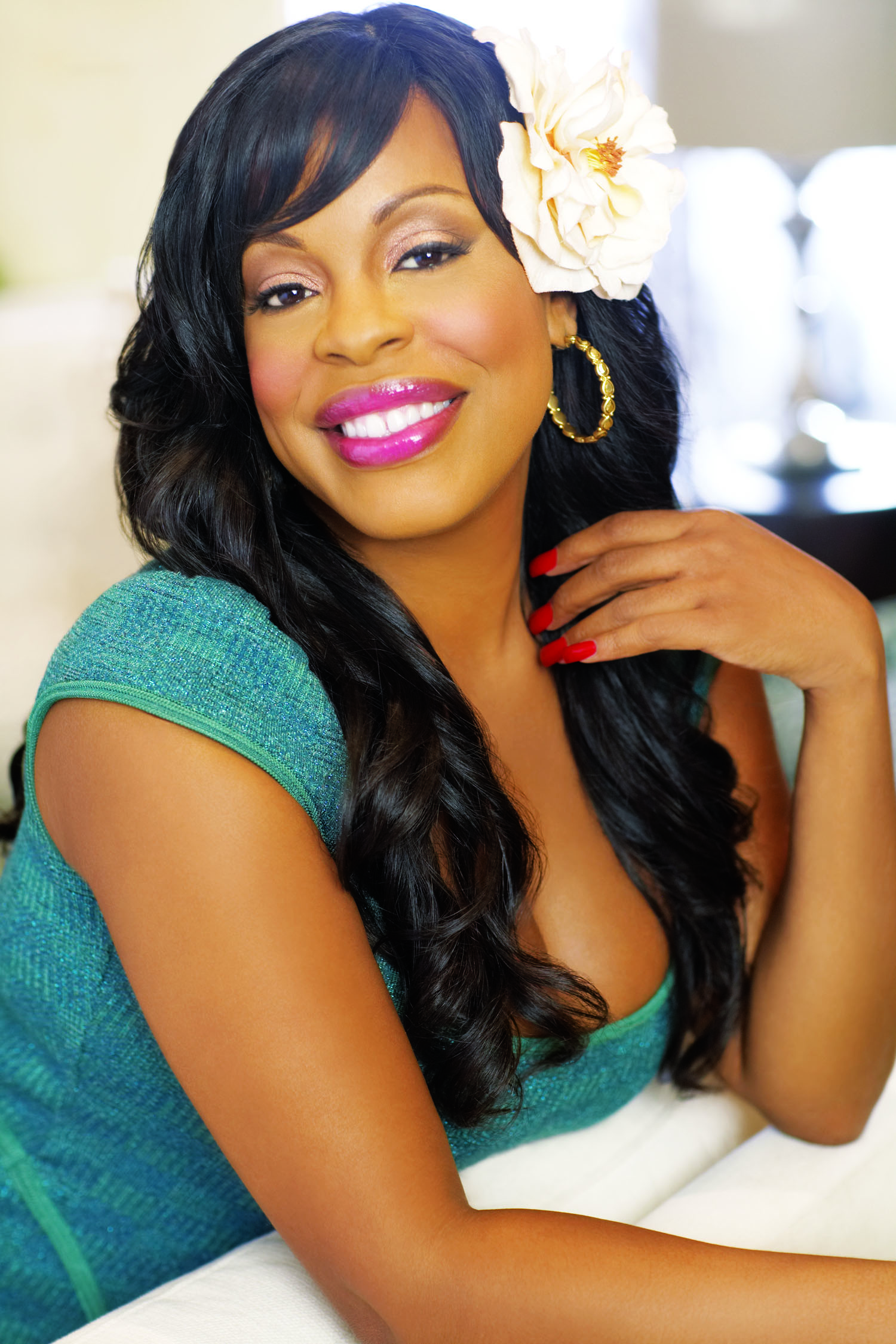
Niecy Nash pour la campagne promotionnelle des produits Clorox en 2008.

En 2011, Niecy devient la vedette de sa propre télé-réalité, intitulée Leave It To Niecy. Mais l'émission fut vite annulée par TLC, faute d'audience. La même année, elle est productrice d'une autre émission de téléréalité qui suit les préparatifs de son mariage.
Parallèlement, Niecy joue dans plusieurs films au cinéma et continue d’apparaître dans diverses séries télévisées.

#### Confirmation et reconnaissance critique
Entre 2012 et 2016, Niecy est l'un des personnages principaux de la série télévisée The Soul Man, spin-off de Hot in Cleveland. Ce show lui permet de renouer avec les hauteurs de la critique et l'actrice se retrouve nommée, à trois reprises, lors des NAACP Image Awards.
Puis entre 2013 et 2015, elle a joué le rôle de Didi Ortley dans la série télévisée de HBO, Getting On. Grâce à ce rôle, elle confirme et décroche une nomination de meilleure actrice dans un second rôle dans une série télévisée comique aux Primetime Emmy Awards.
En 2015, Niecy interprète Richie Jean Jackson, la femme du Dr Sullivan Jackson, dans le film historique Selma de Ava DuVernay. Le film est un succès public et critique.
Cette année-là, elle est l'invitée spéciale de la première saison de la série Scream Queens dans laquelle elle joue Denise Hemphill, une garde peu douée dans son travail qui est engagée pour protéger une sororité d'étudiantes d'un tueur en série. Développée par Ryan Murphy, cette série lui permet de combiner comédie et horreur. À la suite du succès de son personnage, elle le retrouve dans la deuxième saison de la série,. Le show, essentiellement destiné à un jeune public, se fait remarquer lors de cérémonies de remises de prix populaires comme les People's Choice Awards et les Teen Choice Awards. En mai 2017, la série Scream Queens est annulée à la suite d'une baisse des audiences significative et à la difficulté de trouver un plausible scénario.
Niecy enchaîne et devient le personnage principal de la série télévisée Claws dans laquelle elle incarne Desna, la gérante d'un salon de manucure impliquée dans des activités illégales. La série est bien accueillie par la profession, elle est considérée comme l'un des shows à suivre de l'été. La diffusion de la première saison bats des records d'audiences pour la chaîne qui prend la décision de la renouveler pour une seconde saison. Ce rôle lui permet de remporter le Satellite Award de la meilleure actrice dans une série télévisée musicale ou comique.
En 2018, l’actrice décroche son étoile sur le célèbre Walk of Fame (Hollywood).
L'année suivante, elle rejoint la large distribution réunie par Ava DuVernay, notamment composée de Felicity Huffman, Vera Farmiga, Kylie Bunbury, John Leguizamo et Michael K. Williams, pour la mini-série dramatique, Dans leur regard, distribuée par la plateforme Netflix,. La série s'attaque à l'une des affaires judiciaires les plus compliquées des années 1980 aux U.S.A avec le viol présumé d'une joggeuse à Central Park et l'arrestation de plusieurs hommes noirs qui en découle. Ce programme est largement plébiscité par la critique,,,,. Son interprétation lui vaut une proposition pour le Primetime Emmy Award de la meilleure actrice dans une mini-série ou un téléfilm.
En 2020, dans le cadre de la cérémonie des Black Women in Hollywood Awards, elle remporte un prix d'honneur aux côtés de Lashana Lynch et Melina Matsoukas. La même année, elle est l'une des stars du film dramatique Le goût du vin, aux côtés de Courtney B. Vance, distribué sur la plateforme Netflix,,. Dans le même temps, elle rejoint la distribution de la mini-série attendue Mrs. America aux côtés de Cate Blanchett et Rose Byrne. Elle y incarne l'activiste Flo Kennedy. Puis, elle rejoint le reboot de Reno 911, n'appelez pas !, retrouvant le rôle de la députée Raineesha Williams qui l'a fait connaître.

### Vie privée
Niecy Nash a été mariée pendant 13 ans avec Don Nash avec qui elle a eu trois enfants. Le couple a divorcé en 2007.
En 2010, elle commence à fréquenter Jay Tucker qui a participé avec elle à l'émission Leave It To Niecy. Le couple s'est marié le 28 mai 2011. Le couple finit par se séparer et le divorce est prononcé en mars 2020.
En 2020, elle se marie avec Jessica Betts.

## Filmographie

### Cinéma

#### Longs métrages
- 1995 : Avec ou sans hommes (Boys on the Side) de Herbert Ross : la femme au diner
- 1999 : Cookie's Fortune de Robert Altman : Wanda Carter
- 1999 : Le Célibataire (The Bachelor) de Gary Sinyor : la mariée afro-américaine
- 2003 : Le rappeur de Malibu (Malibu's Most Wanted) de John Whitesell : Gladys
- 2004 : Hair Show de Leslie Small : Debra
- 2005 : Black/White (Guess Who) de Kevin Rodney Sullivan : Naomi
- 2007 : Nom de Code : Le Nettoyeur (Code Name: The Cleaner) de Les Mayfield : Jacuzzi
- 2007 : Alerte à Miami : Reno 911 ! (Reno 911!: Miami) de Robert Ben Garant : députée Raineesha Williams
- 2007 : Cook-Off! de Guy Shalem : Ladybug Briggs
- 2009 : Les liens sacrés (Not Easily Broken) de Bill Duke : Michelle
- 2009 : La Proposition (The Proposal) d'Anne Fletcher : l'hôtesse de l'air
- 2009 : Mission-G (G-Force) de Hoyt Yeatman : Rosalita
- 2013 : Trust Me de Clark Gregg : Angie
- 2014 : Nurse (Nurse 3D) de Douglas Aarniokoski : Regina
- 2014 : Blackout total (Walk of Shame) de Steven Brill : la conductrice de bus
- 2014 : Selma d'Ava DuVernay : Richie Jean Jackson
- 2017 : Downsizing d'Alexander Payne : une vendeuse (caméo)
- 2020 : Le Goût du vin (Uncorked) de Prentice Penny : Sylvia

#### Court métrage
- 2005 : Jepardee! de Christopher Marlon : Keisha Jenkins

### Télévision

#### Émissions télévisées
- 2004-2011 : Clean House (en) sur Style Network (présentatrice de 98 épisodes)
- 2010 : Dancing with the Stars sur ABC (participante de 16 épisodes)
- 2011 : Leave It To Niecy sur TLC (présentatrice et participante)
- 2011 : Niecy Nash's Wedding Bash (télé-réalité, productrice)
- 2012 : Let's Talk About Love (participante de 7 épisodes - également directrice de casting et scénariste d'un épisode et productrice de 3 épisodes)
- 2013 : Who Wants to Be a Millionaire (participante de 2 épisodes)
- 2010-2014 : Rachael Ray (participante de 5 épisodes)
- 2013-2014 : The Queen Latifah Show (participante de 2 épisodes)
- 2012-2015 : The Wendy Williams Show (participante de 4 épisodes)
- 2013-2015 : Hollywood Game Night (juge et participante de 2 épisodes)
- 2012-2015 : The Chew (participante de 5 épisodes)
- 2015-2016 : Conan (participante de 3 épisodes)
- 2008-2016 : Entertainment Tonight (participante, correspondante - + d'une trentaine d'épisodes)
- 2016-2019 : Match Game (participante et juge de 10 épisodes)
- 2010-2017 : The Insider (participante de 5 épisodes)
- 2008-2018 : The View (participante de 5 épisodes)
- 2011-2017 : The Talk (participante de 6 épisodes)
- 2018 : Naked With Niecy Nash (émission de télévision - également productrice exécutive)

#### Séries télévisées
- 1995 : La Vie à cinq : L'infirmière (saison 2, épisode 21)
- 1998 - 2001 : Rude Awakening : Gaynielle (saison 1, épisode 1 et saison 3, épisode 20)
- 1999 : Malcolm & Eddie : Jackie (saison 3, épisode 22)
- 1999 : Sarah : Clerk (saison 1, épisode 1)
- 2000 : City of Angels: Eveline Walker (saison 1, épisodes 1, 4, 6 et 11)
- 2000 : Popular : Le professeur (saison 1, épisode 19)
- 2000 : Any Day Now : Miss Lavonde (saison 3, épisode 12)
- 2001 : Kate Brasher (en) : Jane Clark (saison 1, épisode 5)
- 2001 : One on One : Darla (saison 1, épisode 9)
- 2001 : New York Police Blues : Tonya Dunbar (saison 9, épisode 6)
- 2001 : Amy : Officier Letitia Sitz (saison 3, épisode 10)
- 2001 : That's Life : Darlene (saison 2, épisodes 7 et 8)
- 2002 : Reba : Maya (saison 1, épisode 17)
- 2002 : Girlfriends : Lashelle (saison 2, épisode 21)
- 2002 : Pour le meilleur... ? : Clerk (saison 5, épisode 11)
- 2002 : Hôpital San Francisco : L’infirmière (saison 1, épisode 6)
- 2002 : Les Experts : Productrice du snuff movie (saison 3, épisode 8)
- 2003 : Phénomène Raven : Madame Cassandra / Shirley (saison 1, épisode 17)
- 2003 - 2005 : The Bernie Mac Show : Benita (saison 2, épisode 20; saison 3, épisode 8 et saison 4, épisode 6)
- 2003 - 2009 et 2020 : Reno 911, n'appelez pas ! : shérif Raineesha Williams (régulière - saisons 1 à 6, 88 épisodes / invitée - saison 7, en cours)
- 2003 : Urgences : Judith Anderson (saison 10, épisode 9)
- 2004 : Half and Half : Carla (saison 2, épisode 21)
- 2004 : Monk : Varla Davis (saison 3, épisode 6)
- 2005 : Earl : Rhonda Gibbs (saison 1, épisode 9)
- 2008 : Do Not Disturb (en) : Rhonda (6 épisodes)
- 2008 : Pretty/Handsome (en) : Regina (pilote non diffusé)
- 2008 : Chocolate News : Trina Harper (saison 1, épisode 2)
- 2010 : La Nouvelle Vie de Gary : Charleen (saison 2, épisodes 16 et 17)
- 2012 - 2016 : The Soul Man : Lolli Ballentine (54 épisodes)
- 2013 : Ben and Kate : Roz (saison 15, épisode 1)
- 2013 - 2015 : Getting On (en) : Didi Ortley (18 épisodes)
- 2014 : The Mindy Project : Jean Fishman (saison 3, 4 épisodes)
- 2014 : Bad Teacher : Carla (saison 1, épisode 13)
- 2015 - 2016 : Scream Queens : Denise Hemphill (Invitée spéciale récurrente, saisons 1 et 2, 15 épisodes)
- 2016 : Brooklyn Nine-Nine : Debbie Holt (saison 3, épisode 13)
- 2016 : The Enforcers : M.J. (pilote non diffusé)
- 2016 : Masters of Sex : Louise Bell (saison 4, 5 épisodes)
- 2016 : As the Fire Pit Burns : Jennifer Bowen-Brown (saison 1, épisodes 1, 2, 3 et 4)
- 2017 : Modern Family : Joan (saison 8, épisode 20)
- 2017 : Angie Tribeca : Pandora (saison 3, épisode 10)
- 2017 - 2019 : Claws: Desna Simms (rôle principal, 30 épisodes - également réalisatrice d'un épisode)
- 2018 : Bienvenue chez les Huang : Wilhelmina (1 épisode)
- 2018 : A.P. Bio : Kim (1 épisode)
- 2018 : Speechless : Kiki (1 épisode)
- 2019 : Dans leur regard : Delores Wise (mini-série, 4 épisodes)
- 2020 : A Million Little Things : Gloria (1 épisode)
- 2020 : Mrs. America : Flo Kennedy (mini-série)
- 2020 - 2023 : Mes premières fois : Dr. Jamie Ryan
- 2022 : The Rookie : Le Flic de Los Angeles : Simone Clark (stagiaire du FBI, saison 4, épisodes 19 ; 20)
- 2022 : Monster: The Jeffrey Dahmer Story : Glenda Cleveland
- 2022 : The Rookie : Feds : Simone Clark

### Téléfilms
- 2020 : Moi, Kamiyah, enlevée à la naissance (Stolen by My Mother: The Kamiyah Mobley Story) de Jeffrey W. Byrd : Gloria Williams

## Doublage

### Films d'animation
- 2005 : Peter Cottontail et la chasse aux œufs (Here Comes Peter Cottontail: The Movie) de Mark Gravas : Maman Robin (voix)
- 2008 : Horton (Horton Hears a Who!) de Jimmy Hayward et Steve Martino : Miss Yelp (voix)

### Séries d'animation
- 2003 : Kid Notorious (en) : Tollie Mae (voix, 9 épisodes)
- 2006 : The Boondocks : Cookie Freeman (voix, saison 1, épisode 13)
- 2006 : Minoriteam (en) : La mère de Fasto (voix, 5 épisodes)
- 2007-2012 : American Dad! : Lorraine (voix, 5 épisodes)
- 2007 : Slacker Cats (en) : Mrs. Boots (voix, 3 épisodes)
- 2008 : Super Bizz : Miriam Breedlove (voix, saison 1, épisode 13)
- 2010 : The Cleveland Show : Janet (voix, saison 2, épisode 7)
- 2011 : The LeBrons (en) : Gloria (voix, 7 épisodes)
- 2018 - 2019 : Les Griffin : Sheila (voix, 4 épisodes)

### Jeux vidéo
- 2004 : Spider-Man 2 : Voix additionnelle

## Distinctions

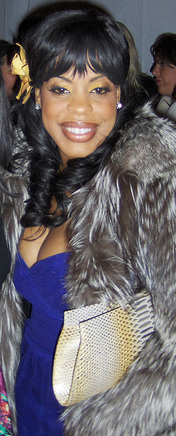
Niecy Nash, lors des Golden Globes 2007.

Sauf indication contraire ou complémentaire, les informations mentionnées dans cette section proviennent de la base de données IMDb.
- Depuis le 11 juillet 2018, elle a sa propre étoile sur le trottoir très célèbre du quartier d'Hollywood à Los Angeles (Californie), le Walk of Fame.

### Récompenses
- Daytime Emmy Awards 2010 : Meilleur programme spécial pour Clean House
- Gracie Allen Awards 2010 : Meilleure actrice dans un second rôle dans une série télévisée comique pour Reno 911!
- Satellite Awards 2017 : meilleure actrice dans une série télévisée musicale ou comique pour Claws
- African-American Film Critics Association 2019 : meilleure distribution pour Dans leur regard
- Black Reel Awards for Television 2019 : Meilleure actrice dans une mini-série ou un téléfilm pour Claws
- Online Film & Television Association 2019 : meilleure distribution pour Dans leur regard
- AAFCA TV Honors 2019 : meilleure distribution pour Dans leur regard
- Essence Black Women in Hollywood 2020 : Prix d'honneur
- NAACP Image Awards 2020 : meilleure actrice dans un téléfilm ou une mini-série pour Dans leur regard
- Emmy Awards 2023 : Meilleure actrice dans un second rôle pour Monstre

### Nominations
- Daytime Emmy Awards 2009 : 
  - Meilleur programme spécial pour Clean House
  - Meilleure émission quotidienne pour Clean House
- Daytime Emmy Awards 2010 : Meilleure émission quotidienne pour Clean House
- NAACP Image Awards 2014 : Meilleure actrice dans une série télévisée comique pour The Soul Man
- Primetime Emmy Awards 2015 : Meilleure actrice dans un second rôle dans une série télévisée comique pour Getting On
- NAACP Image Awards 2015 : Meilleure actrice dans une série télévisée comique pour The Soul Man
- Critics' Choice Television Awards 2016 : Meilleure actrice dans un second rôle dans une série télévisée comique pour Getting On
- Primetime Emmy Awards 2016 : Meilleure actrice dans un second rôle dans une série télévisée comique pour Getting On
- Online Film & Television Association 2016 : Meilleure actrice dans un second rôle dans une série télévisée comique pour Getting On
- NAACP Image Awards 2017 : Meilleure actrice dans une série télévisée comique pour The Soul Man
- Black Reel Awards for Television 2018 : Meilleure actrice dans une série télévisée dramatique pour Claws
- NAACP Image Awards 2018 : Meilleure actrice dans une série télévisée comique pour Claws
- Black Reel Awards for Television 2019 : Meilleure actrice dans une série télévisée dramatique pour Claws
- Primetime Emmy Awards 2019 : meilleure actrice dans une mini-série ou un téléfilm pour Dans leur regard
- Online Film & Television Association 2019 : meilleure actrice dans une mini-série ou un téléfilm pour Dans leur regard
- Satellite Awards 2019 : meilleure actrice dans une série télévisée musicale ou comique pour Claws
- Critics' Choice Television Awards 2020 : meilleure actrice dans un second rôle dans une mini-série ou un téléfilm pour Dans leur regard
- Golden Globes 2023 : Meilleure actrice dans un second rôle dans une mini-série, une anthologie ou un téléfilm pour Monstre

## Voix francophones
En France, Laura Zichy est la voix régulière de Niecy Nash. Virginie Emane l'a également doublée à quatre reprises.